# Исаковский, Михаил Васильевич
Михаи́л Васи́льевич Исако́вский (7 (19) января 1900 года, дер. Глотовка, Ельнинский уезд, Смоленская губерния, Российская империя — 20 июля 1973 года, Москва, СССР) — русский советский поэт, поэт-песенник, прозаик, переводчик. Герой Социалистического Труда (1970). Лауреат двух Сталинских премий первой степени (1943, 1949). 

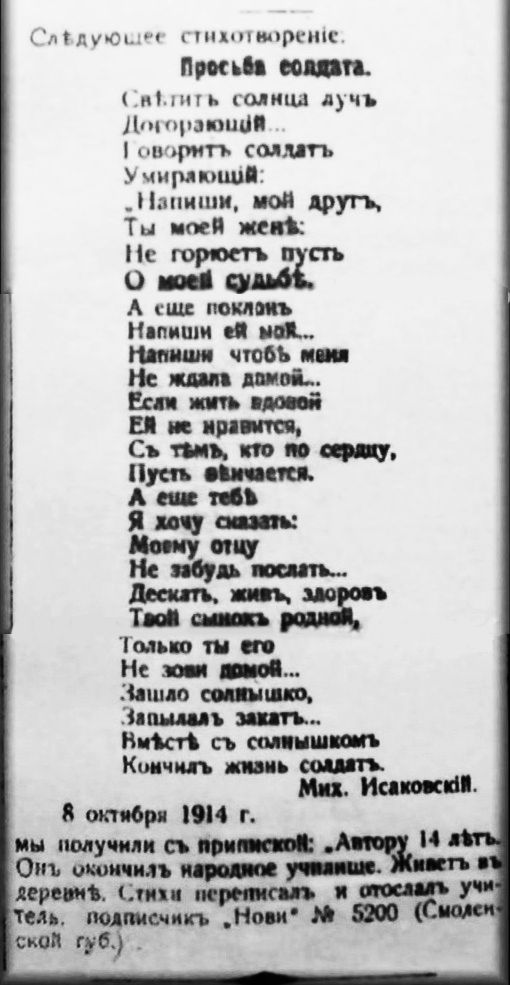
Первое опубликованное стихотворение Исаковского

## Биография
Михаил Васильевич Исаковский родился 7 (19) января 1900 года в деревне Глотовка Ельнинского уезда Смоленской губернии (ныне Угранского района Смоленской области) в бедной крестьянской семье.
Самоучкой приобщился к грамоте, научился читать и писать. С осени 1911 года он смог ходить в школу и окончил её весной 1913 года, получив «5» по всем предметам. В 1915 продолжил своё обучение в смоленской частной гимназии Воронина. Гимназию пришлось оставить, так как семья терпела большую нужду. Одно из ученических стихотворений — «Просьба солдата» — было опубликовано ещё в 1914 году в общероссийской газете «Новь». Член РКП(б) с 1918 года. В 1921—1931 годах работал в смоленских газетах («Рабочий путь» и др.). В 1931 году переехал в Москву.
Многие стихотворения Исаковского положены на музыку. Наиболее известны «Катюша» и «Враги сожгли родную хату» (музыка М. И. Блантера), «В лесу прифронтовом», «Летят перелётные птицы», «Одинокая гармонь», «Под звёздами балканскими» и другие. В фильме «Кубанские казаки» на музыку И. О. Дунаевского прозвучали его песни «Каким ты был, таким ты и остался» и «Ой, цветёт калина».
В 1926 году М. В. Исаковский, будучи редактором газеты, помогал своему молодому талантливому земляку А. Т. Твардовскому. А в 1936 г. содействовал в переводе из-под Вятки в Смоленск раскулаченной и сосланной семьи Твардовского - родителей, четырёх братьев и двух сестёр. По тем временам это было очень мужественным шагом.
В 1927 году вышел первый сборник стихотворений Исаковского «Провода в соломе». Книгу подверг разгрому член литературной группы «Перевал», известный критик А. Лежнев, однако за молодого поэта вступился  М. Горький. «Михаил Исаковский, — написал Горький, — не деревенский, а тот новый человек, который знает, что город и деревня — две силы, которые отдельно одна от другой существовать не могут, и знает, что для них пришла пора слиться в одну необоримую творческую силу…»
В 1930 году был издан сборник стихов «Провинция», в 1931 году — «Мастера земли». Поэта назначили редактором журнала «Колхозник».
В результате сотрудничества с В. Г. Захаровым песни на слова Исаковского появляются в репертуаре хора им. Пятницкого. Наиболее известные из них: «Вдоль деревни», «Провожанье», «И кто его знает». По словам Александры Пермяковой, современного руководителя хора им. Пятницкого, эти песни сделали хор знаменитым. Поэма «Сказка о правде», написанная в 1934-1946, напечатана только в 1987 году.

Ещё в тридцатых годах всюду зазвучали его удивительные песни, в которых так уместно и уютно почувствовало себя наше время, со всеми его новшествами и предчувствиями завтрашнего дня… А самая знаменитая, «Катюша», воевала на фронте, ею назвали наши бойцы самое грозное оружие — реактивные гвардейские минометы. И наконец, его вершина, где уже полная воля дана боли, по своему трагизму, редко досягаемому даже самыми сильными поэтами,— это «Враги сожгли родную хату».
— Дмитрий Ковалёв
Кроме многочисленных поэтических сборников издал книгу «О поэтическом мастерстве». Отдал много времени переложению и обработке старинных песен и сказок, известен переводами с украинского, белорусского и других языков. Перевёл в частности произведения Тараса Шевченко «Порченая», «Катерина», «Гоголю» и др. белорусских поэтов: Янки Купалы «А кто там идёт?», «Извечная песня», «Никому», «Над рекою Аресой», «Мальчик и лётчик» (последнее стихотворение любил Юрий Гагарин), Якуба Коласа «Сымон-музыкант», Аркадия Кулешова «Знамя бригады» (с перевода Исаковского черногорский поэт Родован Зогович перевёл поэму Кулешова на сербскохорватский язык, и она стала популярной среди югославских партизан), Адама Русака «Будьте здоровы»; сербские народные песни. Автобиографическая книга «На Ельнинской земле» (1969).
Михаил Васильевич занимался политической деятельностью — он был депутатом Верховного совета РСФСР четырёх созывов от Хиславичского избирательного округа.
Жил в 1930-е в Нащокинском переулке (с 1933 — ул. Фурманова), 3; затем на ул. Горького, 19; с 1970 — на Б. Бронной ул., 2/6. 
Во время эвакуации с 1941 года по 1943 год жил в городе Чистополе Татарской АССР (улица Льва Толстого, д. 138, кв. 5). В этом городе он написал стихи к песням: «В прифронтовом лесу», «Где ж вы, очи карие?», «Лучше нету того цвету» и др. Композитор Матвей Блантер вспоминал: «И вот в 1942 году получаю от Исаковского письмо: „Матвей, я написал стихи. Может, этим обеспечу хоть какое-то участие в войне“. С первых же фраз было ясно — стихи сто́ящие. Так появился вальс „В лесу прифронтовом“». В 1943 году за тексты для песен Михаил Исаковский получил Сталинскую премию. 
В конце жизни Михаил Исаковский сосредоточился на переводах белорусских, украинских, венгерских и итальянских авторов.
Летом 1971 года с инфарктом Исаковский попал в ту же больницу, в которой лежал Твардовский. 
Михаил Исаковский умер 20 июля 1973 года. Похоронен на Новодевичьем кладбище (участок № 7).

## Награды и премии
- Сталинская премия первой степени (1943) — за тексты общеизвестных песен «И кто его знает…», «Шёл со службы пограничник…», «Катюша», «Провожанье» и другие[10]
- Сталинская премия первой степени (1949) — за сборник «Стихи и песни»[11]
- Герой Социалистического Труда (19.01.1970)
- четыре ордена Ленина (30.01.1950; 21.01.1960; 28.10.1967; 19.01.1970)
- два ордена Трудового Красного Знамени (31.01.1939; 23.09.1945[12])

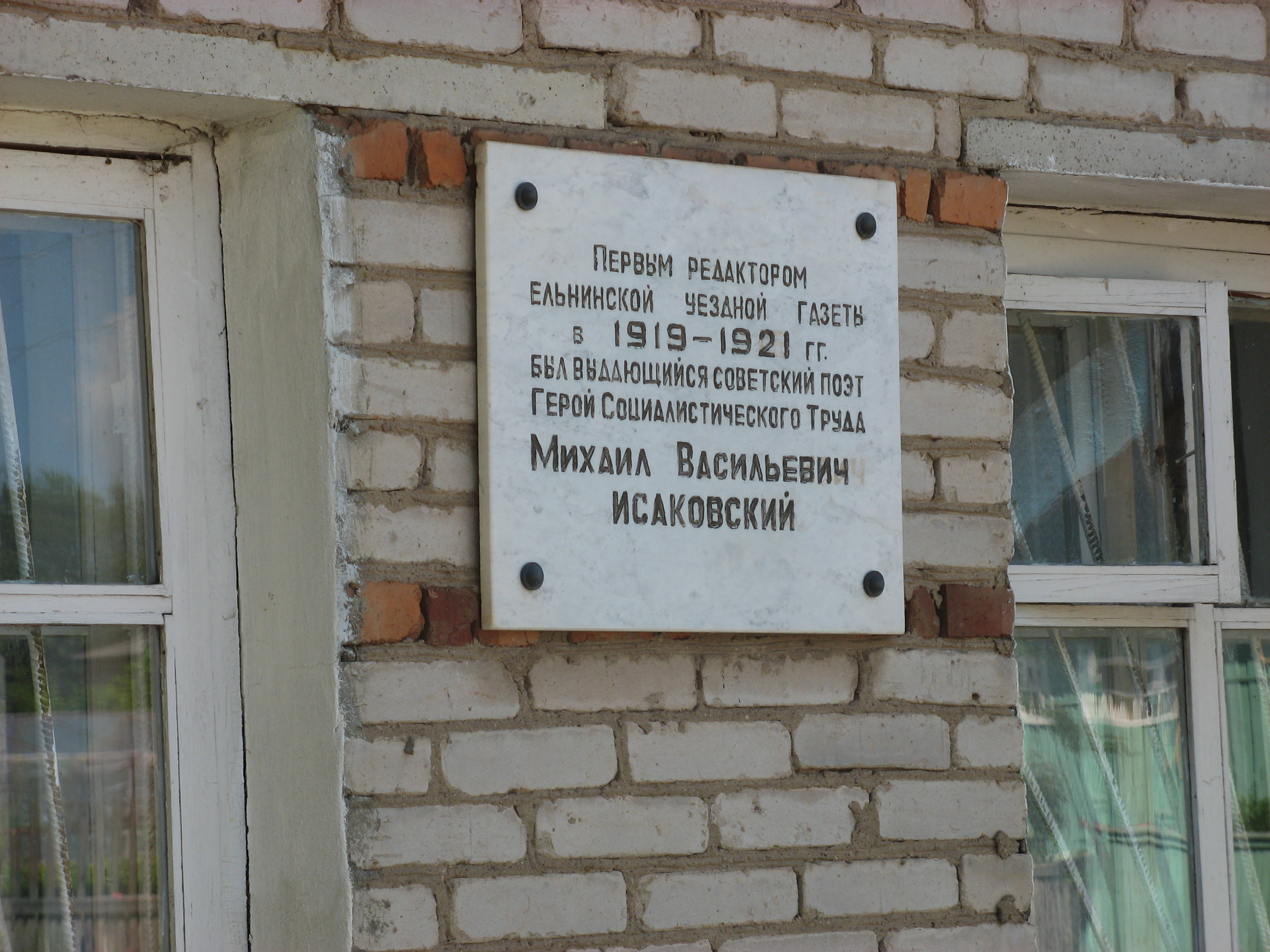
Мемориальная доска на здании районной газеты «Знамя» в Ельне, первым редактором которой был Исаковский

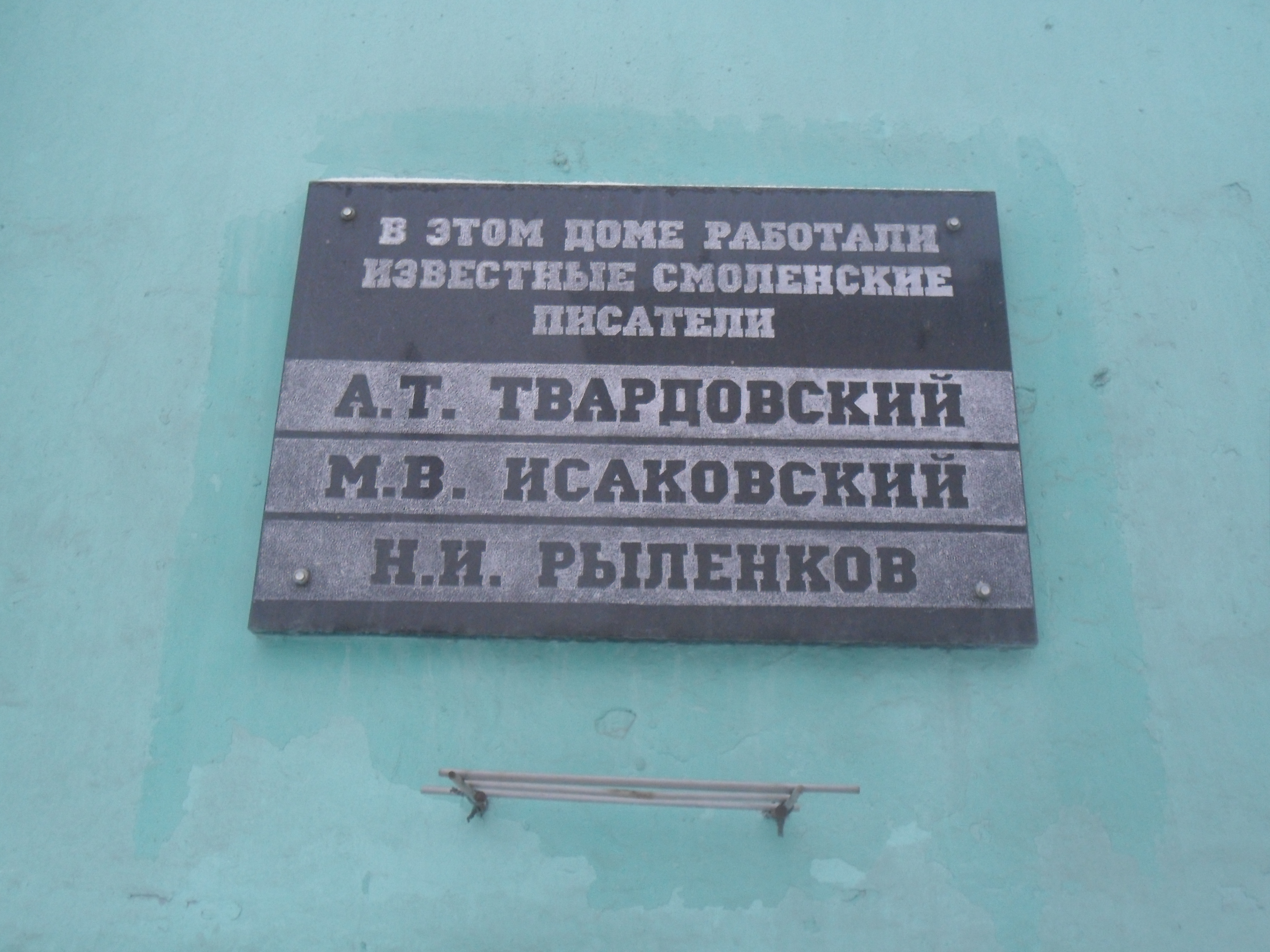
Мемориальная доска на Смоленском Доме Книги.

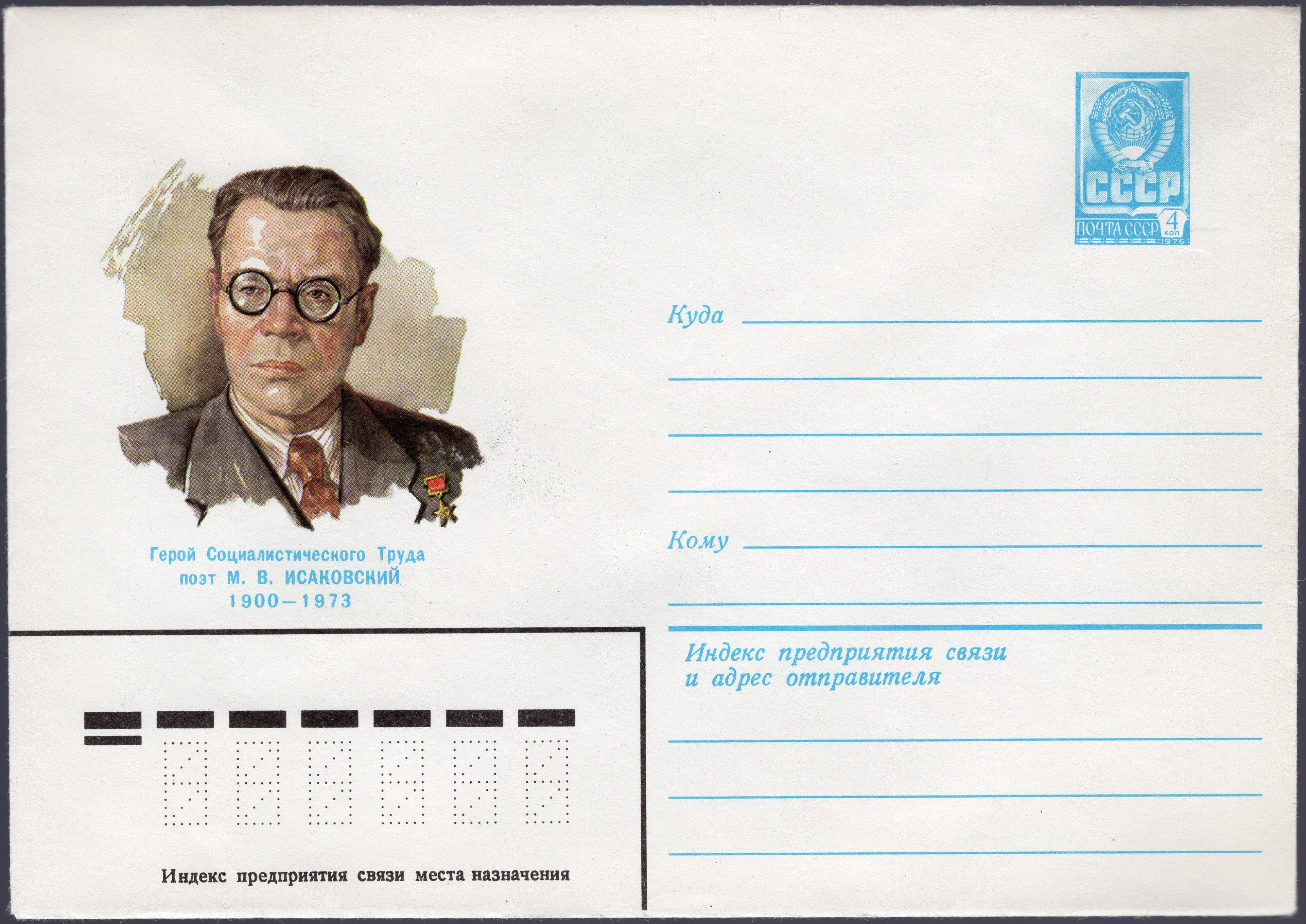
Почтовый конверт. СССР, 1979 год

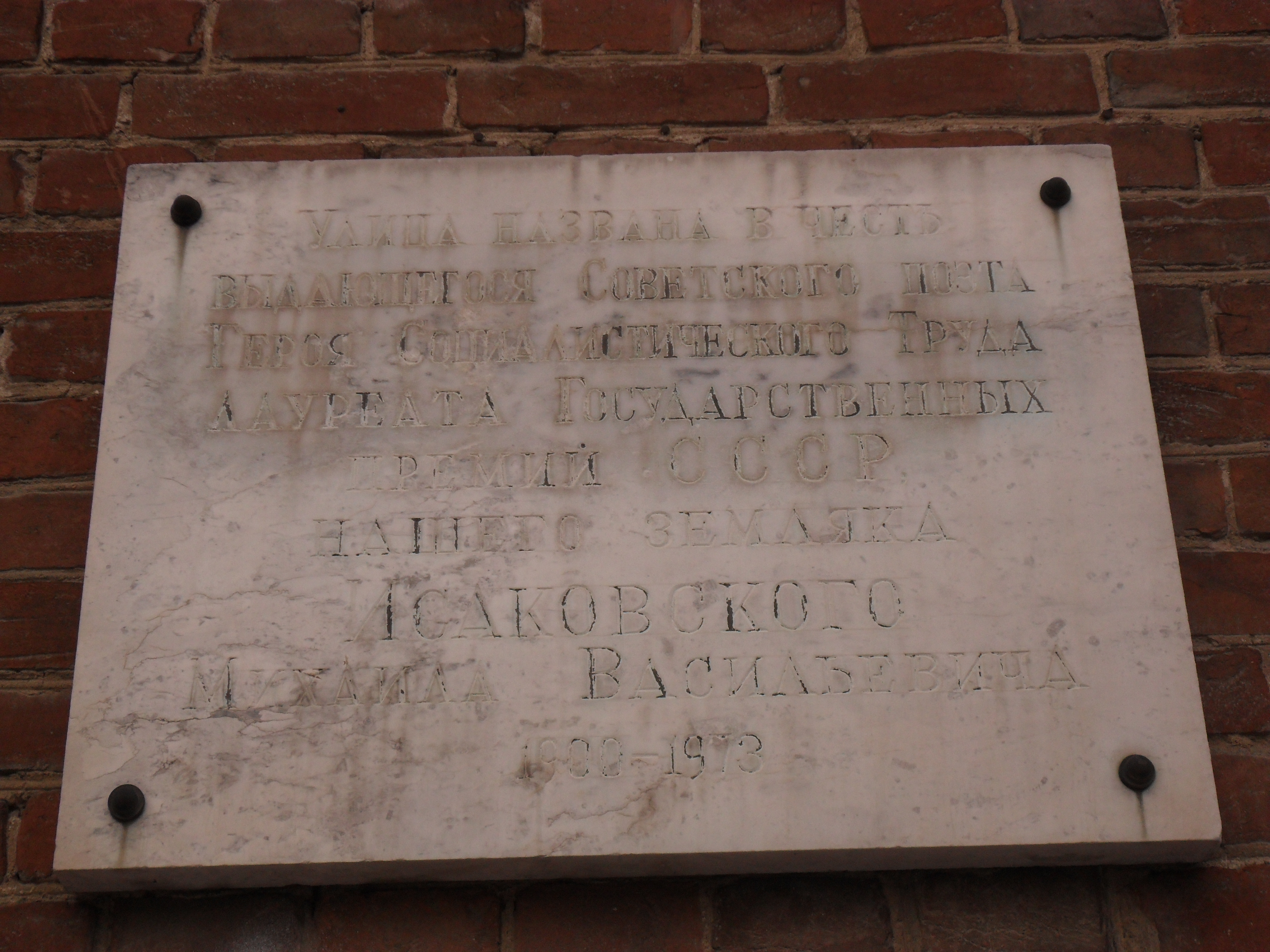
Аннотационная доска на улице Исаковского в Смоленске.

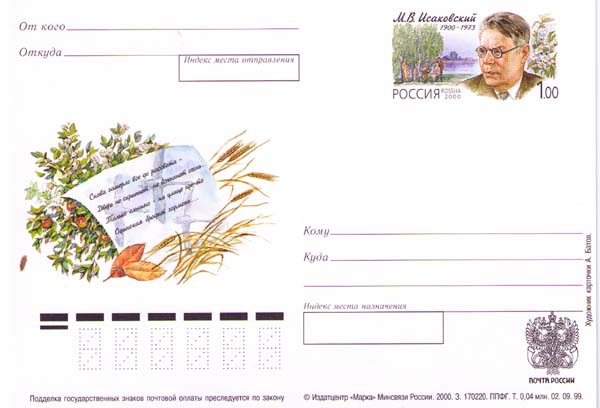
Почтовый конверт России, 2000 год

- орден «Знак Почёта» (28.10.1967)
- медали

## Память
- В 1979 году его именем названа улица в московском районе Строгино. Имя Исаковского носит Институт искусств и улица в Смоленске. Также в честь поэта назван переулок в Донецке.
- 20 июня 1997 года в честь М. В. Исаковского назван астероид 5091 Isakovskij, открытый в 1981 году астрономом Л. И. Черных.
- В 2000 году в Иркутске было широко отмечено столетие со дня рождения поэта М. В. Исаковского: проведены памятные вечера и выпущен сборник стихов «Одинокая бродит гармонь… Стихи, ставшие песнями», идея празднования столетнего юбилея, выпуск и составление поэтического сборника, принадлежит иркутскому поэту Геннадию Гайде[13].

### Архив
Личный архив М.В. Исаковского хранится в Российском государственном архиве литературы и искусства. Фонд насчитывает 2444 единицы хранения за 1912 – 1996 гг. Основу фонда составляют рукописи, переписки, фотографии, записные книжки и дневники.

### Книги
- По ступеням времени. Смоленск, 1921
- Взлеты. Смоленск, 1921
- «Провода в соломе». М.-Л., ГИЗ, 1927;
- «Провинция». Смоленск, 1930;
- «Мастера земли». М., ОГИЗ-ГИХЛ, 1931;
- «Избранники земли» (1931);
- Война с тараканами. Смоленск, 1932
- Избранные стихи. Л.-М., ОГИЗ-ГИХЛ, 1931
- Избранные стихи. — М., ГИХЛ, 1933;
- Вдоль да по дороге… — Смоленск, 1934
- Стихи. — Смоленск, 1935
- Избранные стихи. — М., Гослитиздат, 1936
- Избранные стихи и песни. — М., Гослитиздат, 1940
- Здравствуй, Смоленск! — Смоленск, 1944
- Стихи и песни. М., 1944
- Песни о Родине. М., 1945
- Избранные стихотворения. — М.: Советский писатель, 1947;
- Избранные стихи и песни. — М., Московский рабочий, 1947
- Избранные стихотворения. — М., Гослитиздат, 1947
- Стихи и песни. Курск, 1947
- Стихи, песни, поэмы. — Смоленск, 1947
- Избранные песни и переводы. Смоленск, 1948
- Стихи и песни. М., 1948
- «Стихи и песни». М., 1949 ;
- Избранное. — М.: Гослитиздат, 1950
- «На родных просторах». Сборник песен. — М.: Молодая гвардия, 1951;
- «О поэтическом мастерстве». Сборник статей и писем. — М.: Советский писатель (1952, 1953, 1960, 1962);
- Стихи и песни. М., 1952
- Стихи и песни. М., 1953
- Избранные стихи. — М.: Советский писатель, 1955
- Стихи и песни. М., 1957
- Летят перелетные птицы. М., Детгиз, 1958
- Песня молодости. М., 1958
- «Ты по стране идешь…». — М.: Советский писатель, 1964
- «Стихотворения». М.-Л., Советский писатель, 1965 — БПБС
- Стихи и песни. М., 1966
- О поэтах, о стихах, о песнях. М., 1968
- На Ельнинской земле. — М.: Детская литература, 1971
- Под небом России. М., 1971
- «О поэтах, о стихах, о песнях» (1968, 2-е изд. — 1972)
- «На Ельнинской земле». Автобиографические страницы (1973)

### Журналы
- Из переписки двух поэтов. А. Т. Твардовский — М. В. Исаковский // «Дружба народов», 1976, № 7-9
- «Два года в Чистополе». Письма // «Вопросы литературы», 1982, № 5
- «Сказка о правде» // «Знамя», 1987, № 10

### Собрание сочинений
- Сочинения в 2-х томах. — М.: Гослитиздат, 1951
- Сочинения в 2-х томах. — М.: Гослитиздат, 1956
- Сочинения в 2-х томах. — М., 1959
- Сочинения в 2-х томах. — М., 1961
- Собрание сочинений в 4-х томах. М., Художественная литература, 1968—1969
- Собрание сочинений в пяти томах. М., Художественная литература, 1981—1982

### Серия «Великие поэты»
- Слово о России: Стихотворения. — М.: Комсомольская правда: НексМедиа, 2013. — 239 с.: ил. (Великие поэты; 80)

## Фильм
- ЦСДФ (РЦСДФ) (1980). «Встреча с Михаилом Исаковским». Документальный фильм.  20 мин. {{cite episode}}: |series= пропущен или пуст (справка)